# Ingvard Jensen
Niels Ingvard Jensen (24. maj 1842 i Nørre Bork – 17. november 1925 i Gudhjem) var en dansk lærer og politiker.
Ingvard Jensen blev født 1842 i Nørre Bork i Ringkjøbing Amt, hvor faderen, J. Christiansen, var gårdmand og sognefoged. Efter et ophold på Gedved Højskole kom han ind til Blaagaard Seminarium og tog skolelærereksamen derfra 1870, altså i en noget senere alder end sædvanligt.
Derefter drog Ingvard Jensen op til Færøerne, hvor han fra 1871-72 var andenlærer ved Thorshavn Realskole. Det følgende år opholdt han sig på Bornholm som lærer ved Aaker nordre Skole i Aakirkeby, var derefter ansat ved Asminderød Skole i Nordsjælland fra 1873-76 og vendte så tilbage til Bornholm og blev lærer i Gudhjem fra 1876 til 1908.
Mellem bornholmerne fandt Ingvard Jensen sig godt hjemme. De tillidshverv, de gav ham, viser, at de også kunne bruge ham. Fra 1881 var han formand og kasserer for Gudhjem og Omegns Sparekasse og fra 1884 formand for en syge- og understøttelseskasse. Fra 1891 til 1895 var han medlem af sognerådet, og 1892 fik han sæde i Gudhjem Havnekommission. Alle dage har Ingvard Jensen bekymret sig om politik. Allerede medens han opholdt sig i Fredensborgkredsen, deltog han i egnens politiske liv som en af de let tællelige Venstremænd i disse sikre Højredistrikter. Når han så hurtig søgte derfra, har hans politisk isolerede stilling antagelig været et medvirkende motiv. På Bornholm fandt han flere forbundsfæller. Særlig havde han et tæt samarbejde med redaktør M.M. Smidt ved Bornholms Tidende, og han kan med rette tilskrive sig en part af fortjenesten for, at Bornholm i de år blev helt domineret af Venstrepartiet.
Den kompromissøgende bojsenske politik, der indledtes i 1890, havde imidlertid til en begyndelse ikke ringe tilslutning på Bornholm. Begge øens folketingsmænd, både Markus Peter Blem og kaptajn Philip Dam sluttede sig til det moderate parti, og den første var desuden virksom ved oprettelsen af en ny avis, Bornholms Dagblad, der skulle støtte de moderates politik. Men ved valget i 1892 måtte Philip Dam se sig slået i Aakirkebykredsen af Ingvard Jensen efter 35 år i politik. Ved sin indtræden på Rigsdagen sluttede Ingvard Jensen sig til den bergske gruppe, og fra 1895 sluttede han sig til Venstrereformpartiet. Han tog del i samlingen af Venstrepartiet i 1910. Samme år blev han genvalgt ligesom ved de 5 foregående valg, men ved valget i 1913 trak han sig tilbage fra politik.
Jensen havde sæde i Toldkommissionen af 1895, var formand for Folketingets Toldudvalg, medlem af Forsvarskommissionen af 1902, formand for Rigshospitalets byggeudvalg og var statsrevisor indtil 1914. Han var en meget brugt taler ved politiske møder rundt om i landet.
Han blev gift 29. februar 1864 i København med Sara Christine f. Lund, datter af købmand i Aakirkeby J.P. Lund (død 1852) og hustru f. Elleby (død 1858).
Han er begravet på Aakirkeby Kirkegård.